# Marek Makowski
Marek Makowski (ur. 9 kwietnia 1955 w Warszawie) – polski urzędnik państwowy i dyplomata, ambasador RP w Panamie (2004–2008) oraz trzykrotnie konsul generalny RP w Kurytybie (1990–1991; 1997–2001; 2012–2018).

## Życiorys
Absolwent Wydziału Ekonomiczno-Społecznego Szkoły Głównej Planowania i Statystyki w Warszawie (1979). Ukończył tamże także podyplomowe studia z zakresu międzynarodowych stosunków gospodarczych (1983). Odbył staże językowe w Hiszpanii oraz Portugalii organizowane przez tamtejsze ministerstwa spraw zagranicznych.
W 1979 odbył staż w Ministerstwie Spraw Zagranicznych. W 1980 odbył roczną służbę wojskową w Szkole Oficerów Rezerwy w Elblągu. W latach 1981–1986 pracował w Wydziale Koordynacji Inspekcji Gabinetu Ministra. W latach 1986–1991 pracował jako wicekonsul, a od 1990 konsul i kierownik placówki w Konsulacie Generalnym w Kurytybie. Po powrocie pracował w Departamencie Kontroli, a następnie w Departamencie Ameryki, gdzie zajmował się państwami Ameryki Łacińskiej. W latach 1993–1994 pracował Banku Inicjatyw Gospodarczych S.A., gdzie był dyrektorem regionalnym. W 1995 powrócił do MSZ. W 1997 ponownie mianowany konsulem generalnym w Kurytybie. W latach 2001–2003, już po powrocie do ministerstwa, pracował jako kierownik zespołu prezydialnego Protokołu Dyplomatycznego. W 2003 został mianowany chargé d’affaires, a w 2004 ambasadorem w Panamie. Misję tę zakończył zamknięciem ambasady 31 sierpnia 2008. Od 2012 do grudnia 2018 ponownie konsul generalny w Kurytybie. Po powrocie pracował w Departamencie Współpracy z Polonią i Polakami za Granicą MSZ. Od 2020 na emeryturze.
Wiceprezes, a od 2022 prezes zarządu Towarzystwa Polsko-Brazylijskiego.
Jest żonaty, ma dwóch synów. Płynnie posługuje się językiem portugalskim, hiszpańskim i angielskim. 

## Wyróżnienia
- Ordem Estadual do Pinheiro(inne języki)[6]
- Honorowy obywatel miast: Kurytyby, Irati, Áurea[6]
- Comenda do Mérito Municipal Brusque[6]